# Joan Claret
Joan Claret (Rajadell, 2 août 1932 - Caves, 6 septembre 2001) a été un grand défenseur de la culture catalane. Il est le fils de l'homme politique catalan Andreu Claret i Casadessús, le frère du journaliste Andreu Claret i Serra et des musiciens Lluis Claret et Gérard Claret. Il est aussi le père de Joan Melchior Claret, musicien, compositeur, interprète, Boris Claret cinéaste écologiste, Mélina Claret psychologue et Adrian Claret-Pérez monteur et réalisateur de documentaire.

## Parcours
Enseignant à l'université de Toulouse-Le Mirail, il a été le président du Casal Català de Toulouse et a été un défenseur de la culture catalane mais aussi occitane. En hommage, une salle de la Maison de l'Occitanie à Toulouse porte son nom. Le président de la Généralité de Catalogne Jordi Pujol l'avait nommé membre du Conseil des Communautés catalanes de l’extérieur.
En France, il a participé à la décentralisation de la culture en particulier à l'université de Toulouse le Mirail en tant que vice-président, puis en créant le CIAM (Centre d'Initiative artistique du Mirail) anciennement CPC en 1977.
Il a reçu à titre posthume la médaille de la ville de Toulouse.
Il a reçu en 1997 le Prix Batista I Roca des mains du Président de la Généralité de Catalogne pour son travail à la promotion de la Culture catalane dans le monde.